# 小行星11998
小行星11998（11998 Fermilab）是一颗绕太阳运转的小行星，为主小行星带小行星。该小行星于1996年1月12日发现。

## 轨道参数
小行星11998的轨道半长轴为3.0680711 UA，离心率为0.244。